# Asphalte éditions
Asphalte est une maison d'éditions française, créée en 2009 par Estelle Durand et Claire Duvivier.

## Histoire
La maison d'éditions Asphalte est créée par Estelle Durand et Claire Duvivier à Paris en 2009, après leur rencontre en master 2 de littérature (option édition) à la Sorbonne en 2004. Agées toutes deux de 23 ans, après avoir travaillé séparément plusieurs années dans diverses maisons d'édition. 
Elles créent leur maison avec une idée assez claire de ce qu'elles préfèrent appeler esprit que ligne éditoriale, : « un mélange de textes urbains, de musique, de personnages marginaux, de contre-cultures, de voyage, de voix fortes et atypiques, et de romans-noirs-mais-pas-que ». Leur diffuseur-distributeur est Volumen depuis décembre 2009, et les premiers livres sont sortis en mai 2010. 
Séduites par les "anti-guides touristiques" (des anthologies de nouvelles noires dont la composition est confiée à un auteur, du genre ou non) de l'éditeur indépendant de Brooklyn, Akashic, elles passent avec lui un accord de traduction et de production dès la création d'Asphalte. C'est à partir de 2014, avec Marseille noir (suivi de Bruxelles noir en 2015) que des productions originales Asphalte en français, sur le même concept, seront traduites et diffusées outre-Atlantique par Akashic. 
Depuis l'origine, la maison d'édition demande à chaque auteur de choisir une playlist musicale pour accompagner son ouvrage, playlist qui figure ensuite sur le rabat de couverture du livre imprimé, et sur le site de la maison, à écouter en streaming. 
La maison publie son premier auteur français (Timothée Demeillers) en 2014, et son deuxième (Emmanuel Villin) en 2016, tous deux arrivés « par la poste ». 

## Publications

### 2010
- Mudrooroo, Chat sauvage en chute libre ((en) Wild Cat Falling, 1965), trad. Christian Séruzier
- Richard Milward, Pommes ((en) Apples, 2007), trad. Audrey Coussy - Rééd. Seuil, coll. "Points", 2013
- Aurélien Masson, Paris noir (anthologie)
- Félix Bruzzone, Les Taupes ((es) Los topos, 2008), trad. Hélène Serrano
- Denise Hamilton, Los Angeles noir (anthologie), trad. Patricia Barbe-Girault et Adelina Zdebska - Rééd. Gallimard, coll. "Folio Policier", 2012
- Cathi Unsworth, Londres noir (anthologie), trad. Miriam Perier - Rééd. Gallimard, coll. "Folio Policier", 2012

### 2011
- Chart Korbjitti, Chiens fous ((th) Phan mâ bâ, พันธุ์หมาบ้า, 1988), trad. Marcel Barang
- Dustin Long, Icelander ((en) Icelander, 2006), trad. Audrey Coussy
- Maxim Jakubowski, Rome noir (anthologie), trad. Sarah Guilmault - Rééd. Gallimard, coll. "Folio Policier", 2013
- Leonardo Oyola, Golgotha ((es) Golgota, 2008), trad. Olivier Hamilton
- Félix Bruzzone, Solarium ((es) Barrefondo, 2010), trad. Hélène Serrano
- Tim McLoughlin, Brooklyn noir (anthologie), trad. Sébastien Doubinsky
- Tommaso Pincio, Cinacittà - Mémoires de mon crime atroce ((it) Cinacittà. Memorie del mio delitto efferato, 2008), trad. Sarah Guilmault
- Tom Liehr, À contresens ((de) Geisterfahrer, 2008), trad. Carine Destrumelle et Alexia Valembois
- Paco Ignacio Taibo II, Mexico noir (anthologie), trad. Olivier Hamilton - Rééd. Gallimard, coll. "Folio Policier", 2013
- Patrick McCabe, Breakfast on Pluto ((en) Breakfast on Pluto, 1998), trad. Audrey Coussy
- Leandro Ávalos Blacha, Berazachussetts ((es) Berazachussetts, 2007), trad. Hélène Serrano - Rééd. Gallimard, coll. "Folio SF", 2013

### 2012
- Arthur Dapieve, Black music ((pt) Black music, 2008), trad. Philippe Poncet
- Hirsh Sahwhney, Delhi noir (anthologie), trad. Sébastien Doubinsky
- Malcolm Knox, Shangrila ((en) The Life, 2011), trad. Patricia Barbe-Girault
- Adriana Lopez, Barcelone noir (anthologie), trad. Olivier Hamilton et Carmen Ospina
- Leonardo Oyola, Chamamé ((es) Chamamé, 2007), trad. Olivier Hamilton
- Edwige Danticat, Haïti noir (anthologie), trad. (pour les textes issus de l'anglais) Patricia Barbe-Girault
- Carlos Zanon, Soudain trop tard ((es) Tarde, mal y nunca, 2009), trad. Adrien Bagarry - Rééd. Le Livre de poche, 2014
- Guillermo Saccomanno, L'Employé ((es) El oficinista, 2010), trad. Michèle Guillemont

### 2013
- Martin Mucha, Tes yeux dans une ville grise ((es) Tus ojos en una ciudad gris, 2011), trad. Antonio Garcia Castro
- Tommaso Pincio, Les Fleurs du karma ((it) La ragazza che non era lei, 2005), trad. Sarah Guilmault
- Richard Milward, Block party : un roman à dix étages ((en) Ten Storey Love Song, 2009), trad. Audrey Coussy
- George Pelecanos, Washington noir (anthologie), trad. Sébastien Doubinsky
- Leandro Ávalos Blacha, Côté cour ((es) Medianera, 2011), trad. Hélène Serrano
- Francisco Suniaga, L'Île invisible ((es) La otra isla, 2005), trad. Marta Martinez Valls
- Lorenzo Lunar, La Vie est un tango ((es) La vida es un tango, 2005), trad. Morgane Le Roy - Rééd. Gallimard, coll. "Folio Policier", 2015
- Achy Obejas, La Havane noir (anthologie), trad. Olivier Hamilton et Marthe Picard
- Edyr Augusto, Belém ((pt) Os éguas, 1998), trad. Diniz Galhos - Rééd. Seuil, coll. "Points", 2015

### 2014
- Elisabetta Bucciarelli, Corps à l'écart ((it) Corpi di scarto, 2011), trad. Sarah Guilmault
- Roberto Arlt, Eaux-fortes de Buenos Aires ((es) Aguafuertes porteñas, 1933), trad. Antonio Garcia Castro
- Edyr Augusto, Moscow ((pt) Moscow : romance, 2001), trad. Diniz Galhos - Rééd. Seuil, coll. "Points", 2015
- Boris Quercia, Les Rues de Santiago ((es) Santiago Quiñones, tira, 2010), trad. Baptiste Chardon - Rééd. Le Livre de poche, 2015
- Carlos Zanon, N'appelle pas à la maison ((es) No llames a casa, 2012), trad. Adrien Bagarry - Rééd. Le Livre de poche, 2016.
- Cédric Fabre, Marseille noir (anthologie)
- Nathan Larson, Le Système D ((en) The Dewey Decimal System, 2011), trad. Patricia Barbe-Girault - Rééd. Pocket, 2016
- Paulo Lins, Depuis que la samba est samba ((pt) Desde que o Samba é Samba, 2012), trad. Paula Salnot
- Timothée Demeillers, Prague, faubourgs est
- Aníbal Malvar, La Ballade des misérables ((es) La balada de los miserables, 2012), trad. Hélène Serrano

### 2015
- Antônio Xerxenesky, Avaler du sable ((pt) Areia nos dentes, 2008), trad. Mélanie Fusaro
- Emily Schultz, Les Blondes ((en) The Blondes, 2015), trad. Éric Fontaine - Rééd. 10/18, 2016
- Edyr Augusto, Nid de vipères ((pt) Casa de caba, 2004), trad. Diniz Galhos
- Kiko Amat, Tout ce qui fait boum ((es) Cosas que hacen BUM, 2007), trad. Margot Nguyen-Béraud
- Lorenzo Lunar, Coupable vous êtes ((es) Usted es la cupable, 2006), trad. Morgane Le Roy
- Michel Dufranne, Bruxelles noir (anthologie)
- Juan Martini, Puerto Apache ((es) Puerto Apache, 2002), trad. Julie Alfonsi et Aurélie Bartolo
- Guillermo Saccomanno, Basse saison ((es) Cámara Gesell, 2012), trad. Michèle Guillemont
- Boris Quercia, Tant de chiens ((es) Perro muerto, 2015), trad. Isabel Siklodi

### 2016
- Roberto Arlt, Dernières nouvelles de Buenos Aires ((es) Aguafuertes españolas, 1936), trad. Antonio Garcia Castro
- Malcolm Knox, Wonder Lover ((en) The Wonder Lover, 2015), trad. Patricia Barbe-Girault
- Carlos Zanon, J'ai été Johnny Thunders ((es) Yo fui Johnny Thunders, 2014), trad. Olivier Hamilton
- Nathan Larson, Le Système nerveux ((en) The Nervous System, 2012), trad. Patricia Barbe-Girault
- J.P. Zooey, Te quiero ((es) Te quiero, 2014), trad. Margot Nguyen-Béraud
- Ernesto Mallo, Buenos Aires noir (anthologie), trad. Olivier Hamilton et Hélène Serrano
- Emmanuel Villin, Sporting Club
- Antônio Xerxenesky, F ((pt) F - Romance, 2014), trad. Mélanie Fusaro
- Andreu Martin, Société noire ((ca) Societat negra, 2013), trad. Marianne Millon
- Leandro Ávalos Blacha, Malicia, ((es) Malicia, 2016), trad. Hélène Serrano

### 2017
- Edyr Augusto, Pssica ((pt) Pssica, 2015), trad. Diniz Galhos
- Anibal Malvar, Comme un blues ((es) A de mosca, 1998), trad. Hélène Serrano
- Ramon Erra, Far West gitano ((ca) Far West gitano, 2014), trad. Juliette Lemerle
- Arun Krishnan, Indian Psycho ((en) Antisocial, 2017), trad. Marthe Picard
- Timothée Demeillers, Jusqu'à la bête
- Juan Tomas Avila Laurel, Sur le mont Gourougou ((es) El juramento de Gurugu, 2017), trad. Maïra Muchnik
- Vladimir Hernandez, Indomptable ((es) Indomito, 2016), trad. Olivier Hamilton

### 2018
- Emmanuel Villin, Microfilm
- Mario Mendoza, Satanas ((es) Satanas, 2002), trad. Cyril Gay
- Orfa Alarcon, Ni de jour ni de nuit ((es) Perra brava, 2010), trad. Mélanie Fusaro
- Jasmin Ramadan, Hôtel Jasmin ((de) Hotel Jasmin, 2016), trad. Alexia Valembois
- Jean-François Paillard, Le Parisien
- Aymen Gharbi, Magma Tunis
- Carlos Zanon, Taxi ((es) Taxi, 2017), trad. Olivier Hamilton
- Boris Quercia, La légende de Santiago ((es) Santiago Quiñones, tira, 2016), trad. Isabel Siklodi

### 2019
- Benoît Sourty, Je m'enneige
- Antônio Xerxenesky, Malgré tout la nuit tombe ((pt) As perguntas, 2017), trad. Mélanie Fusaro
- Francisco Camacho, Dernière chanson avant la nuit ((pt) A Última Canção da Noite, 2013), trad. Hélène Melo
- Sébastien Verne, Des vies débutantes
- Jordi Ledesma, Ce que la mort nous laisse ((es) Lo que nos queda de la muerte, 2016), trad. Margot Nguyen Béraud
- Jean-François Paillard, L'Affaire suisse

### 2020
- Ricardo Romero, Je suis l'hiver ((es) Yo soy el invierno, 2021), trad. Maïra Muchnik
- Guillermo Saccomanno, 1977 ((es) 77, 2008), trad. Michèle Guillemont
- Timothée Demeillers, Demain la brume
- Diniz Galhos, Hakim